# Neognophomyia cochlearis
Neognophomyia cochlearis är en tvåvingeart som beskrevs av Alexander 1945. Neognophomyia cochlearis ingår i släktet Neognophomyia och familjen småharkrankar. Inga underarter finns listade i Catalogue of Life.